# Antoine-Marie Roederer
Pour les articles homonymes, voir Roederer.

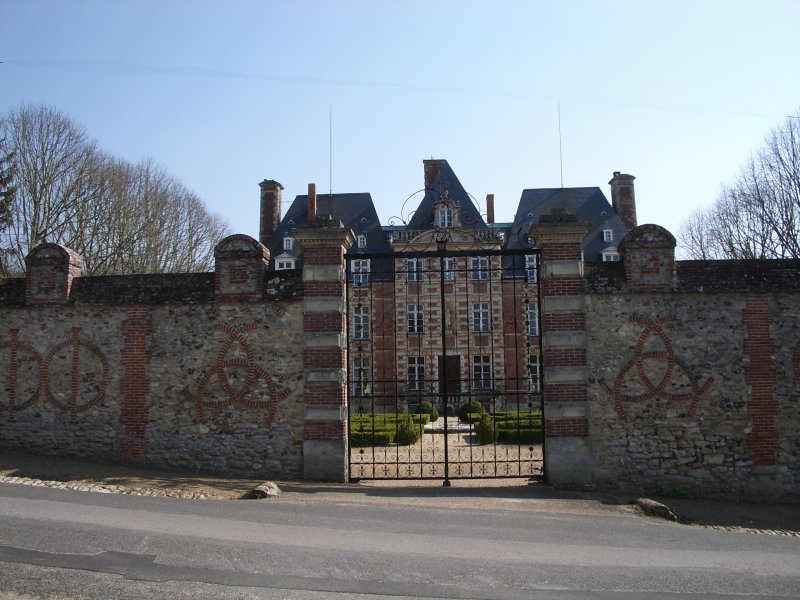
Château de Ménilles.

Antoine-Marie baron Roederer (1782-1865) est un préfet français du Premier Empire. Auteur de nombreux ouvrages d'histoire et d'économie, il devint pair de France en 1845.

## Biographie
Second fils du comte Pierre-Louis Roederer et de Louise de Guaita, le baron Antoine Marie Roederer naît le 14 mai 1782, à Metz, dans la province des Trois-Évêchés.
Il porte le même prénom que son grand-père maternel et parrain, Antoine-Marie Guaita.
Il est nommé auditeur au Conseil d’État.
il assiste son père lors du coup d'État de Brumaire.
Il devient attaché à la Cour et à l’administration du royaume de Naples sous Murat. Il est nommé préfet du Trasimène, fonction qu'il conserve de 1809 à 1814. À ce poste, il reçoit la Légion d'honneur, le 30 juin 1811. Préfet de l’Aube pendant les Cent-Jours.
Il est nommé administrateur dans la société familiale, issue de son grand-père Antoine-Marie Guaita, les Manufactures de glaces et verres de Saint-Quirin, Cirey et Monthermé. Il devient administrateur de Saint-Gobain en 1858, à la suite de la fusion des deux sociétés.
En 1838, il achète le château de Ménilles pour 82 500 francs, un bien immobilier qui sera vendu par ses quatre filles en 1874 à la marquise de Choiseul-Praslin. En 1845, Roederer devient pair de France. Le 24 septembre 1858, il est promu officier de la Légion d’honneur.
Il écrit plusieurs comédies et études sur l'impôt et les douanes et fait éditer les nombreux ouvrages de comédies historiques et de mémoires écrites par son père.
Antoine-Marie Roederer décéda le 15 mars 1865, à Ménilles en Haute-Normandie. Il y est enterré avec sa femme, née Adélaïde Berthier, fille du général César Berthier.
Il était le beau-père de l'industriel et homme politique Thomas Louis Mercier, époux de sa fille aînée Alexandrine, et du général Charles-Édouard Delarue de Beaumarchais, petit-fils de l'écrivain Pierre-Augustin Caron de Beaumarchais et époux de sa fille cadette Marthe.
Les papiers personnels d'Antoine-Marie Roederer et de son père Pierre-Louis Roederer sont conservés aux Archives nationales sous la cote 29AP.

## Publications
- Réfutation d'un passage des Mémoires posthumes du Cte Miot de Mélito, Paris : impr. de Firmin-Didot frères, fils et Cie, 1859.
- La Famille Roederer de 1676 à 1790, Paris : impr. de Firmin-Didot frères, 1849.
- De l'Impôt progressif, impr. de A. Guyot et Scribe 1848.
- Études sur les deux systèmes opposés du libre échange et de la protection , éditions Guillaumin, 1851.

## Distinctions
- Chevalier de la Légion d'honneur, le 30 juin 1811[3].
- Officier de la Légion d’honneur, le 24 septembre 1858[3].

## Armoiries
| Image | Armoiries |
| ----- | --- |
|       | Armes de baron de l'Empire Écartelé : au 1, d'argent au chêne arraché de sinople ; au 2, d'or à la tour de sable, ouverte et ajourée du même ; au 3, de gueules à la tête de lion arrachée d'argent ; au 4, échiqueté d'or et d'azur de six tires ; franc-quartier des barons tirés du Conseil d'État brochant, brochant au neuvième de l'écu. Livrées : jaune, blanc, rouge, bleu, noir, vert. |

### Biographie
- « Antoine-Marie Roederer », dans Adolphe Robert et Gaston Cougny, Dictionnaire des parlementaires français, Edgar Bourloton, 1889-1891 [détail de l’édition]